# Diopsiulus
Diopsiulus är ett släkte av mångfotingar. Diopsiulus ingår i familjen Stemmiulidae.

## Dottertaxa tillDiopsiulus, i alfabetisk ordning[1]
- Diopsiulus albicollis
- Diopsiulus annandalei
- Diopsiulus aoutii
- Diopsiulus badonneli
- Diopsiulus bellus
- Diopsiulus biroi
- Diopsiulus calcarifer
- Diopsiulus calvus
- Diopsiulus camerunensis
- Diopsiulus ceylonicus
- Diopsiulus crassipes
- Diopsiulus elegans
- Diopsiulus feae
- Diopsiulus furcosus
- Diopsiulus genuinus
- Diopsiulus giffardi
- Diopsiulus gilloni
- Diopsiulus greeni
- Diopsiulus insolitus
- Diopsiulus jeekeli
- Diopsiulus jocquei
- Diopsiulus keoulentanus
- Diopsiulus keouletanus
- Diopsiulus latens
- Diopsiulus madaraszi
- Diopsiulus morbosus
- Diopsiulus mulierosus
- Diopsiulus nimbanus
- Diopsiulus parvulus
- Diopsiulus pencillatus
- Diopsiulus perexiguus
- Diopsiulus perparvus
- Diopsiulus plumipes
- Diopsiulus proximatus
- Diopsiulus pullus
- Diopsiulus ramifer
- Diopsiulus recedens
- Diopsiulus recendens
- Diopsiulus regressus
- Diopsiulus remifer
- Diopsiulus royi
- Diopsiulus schioetzae
- Diopsiulus simpliciter
- Diopsiulus sjoestedti
- Diopsiulus tremblayi
- Diopsiulus trilineatus
- Diopsiulus vagans
- Diopsiulus verus